# هکلر و کخ پی۹
هکلر و کخ پی۹ (انگلیسی: Heckler & Koch P9) یک یک پیستول نیمه‌خودکار از شرکت هکلر و کخ می‌باشد و در ۳ مدل کالیبر ۱۹×۹ میلی‌متر پارابلوم، کالیبر ۴۵ ای‌سی‌پی و کالیبر ۲۱×۷٫۶۵ میلی‌متر پارابلوم ارائه شده‌است.